# 毒豪
《毒豪》是於1991年上映的香港電影，本片包含了動作、愛情及恐怖，沈大威導演，呂良偉、張敏及柏安妮主演。本片票房高達1億港元，刷新當時記錄，直到2023年毒舌大狀才打破此記錄。

## 故事簡介
賭船主持吳宇（吳鎮宇）替毒梟大虎哥（徐忠信）洗黑錢，並打算併合謀侵吞吳妻阿敏（張敏）。其實在早年，敏有一個男友李偉（呂良偉），但是因敏的父親反對，偉只好跟敏分手並前往美國，傷心之下只好嫁給吳宇，但兩人婚后毫無感情可言，吳宇日常風流不已，他明目張膽地和女秘書Vicki（陳珩）鬼混，敏與管家唐叔相依為命，兩人情同父女。一天，唐叔和敏在餐厛裏和敏吃午飯竟重遇偉，原來偉是一個星期前由美返港，但偉實際上美國毒品調查局派到香港協助香港警方調查虎等人販毒勾當的調查員。吳宇受虎的誘惑投資毒品，並設計讓敏破產，敏死后，吳家鬼影憧憧，吳宇終日疑神疑鬼...

## 主要人物
| 演員   | 角色 | 粵語配音 | 關係暱稱 |
| ------ | ---- | -------- | --- |
| 呂良偉 | 李偉 | 林保全   | 真正身份為美國毒品調查局派到香港協助香港警方調查虎等人販毒勾當的調查員 吳宇之天敵 阿敏之前男友，后復合           |
| 張敏   | 阿敏 |          | 吳宇之妻，與其感情冷淡，后反目 和管家唐叔相依為命 李偉之女友，后復合 后表面被李偉殺死，但其實只是受傷            |
| 柏安妮 | 安妮 | 曾慶珏   | 美國毒品調查局派到香港協助香港警方調查虎等人販毒勾當的調查員 李偉之拍檔兼女友                                    |
| 吳鎮宇 | 吳宇 | 張炳強   | 賭船主持 虎哥之合作伙伴 阿敏之夫，與其感情冷淡，后反目 李偉之天敵 最后槍殺唐叔，但被其在臨死前放炸彈炸死         |
| 沈威   | 唐叔 | 盧雄     | 管家 照顧阿敏多年，與其相依為命 吳宇之天敵 期望李偉可以再和阿敏再一起 最后被吳宇槍殺，但臨死前用炸彈與其同歸於儘 |
| 徐忠信 | 虎哥 | 黃志明   | 香港大毒梟 誘惑吳宇投資毒品                                                                                      |
| 鬼塚   | 阿鬼 | 賈鳳悟   | 小混混 虎哥之手下                                                                                                |
| 李國麟 | 阿龍 | 劉昭文   | 美國毒品調查局派到香港協助香港警方調查虎等人販毒勾當的調查員 李偉之拍擋兼好友                                    |

## 外部連結
- 香港影庫上《毒豪》的資料（繁體中文）
- 開眼電影網上《毒豪》的資料（繁體中文）
- 豆瓣电影上《毒豪》的資料 （简体中文）